# Leptonema campanum
Leptonema campanum is een schietmot uit de familie Hydropsychidae. De soort komt voor in het Neotropisch gebied.